# Шпринг
Шпринг (от нидерл. spring) — трос, заведённый в скобу станового якоря или взятый за якорь-цепь, другим концом проведённый на корму для удержания военного корабля в заданном положении. На парусном флоте заводили для наиболее эффективного использования бортовой артиллерии на якоре. 
Также — швартов, поданный с носа торгового судна и заложенный в районе кормы, или наоборот, поданный с кормы в район носа для удержания судна в заданном положении при швартовке у причала.
Как следует из названия (spring — «пружина») шпринг пружинит и поглощает «гуляние» — колебательные движения корабля, которые другими средствами не компенсируются. Это позволяет удерживать корабль под заданным углом к ветру, течению, причалу.